# قره‌طورق
قره‌طورق یکی از روستاهای استان آذربایجان شرقی است که در دهستان کله‌بوز غربی بخش مرکزی شهرستان میانه واقع شده‌است. طبق سرشماری سال ۱۳۸۵ جمعیت این روستا ۱۰۸۶ نفر می‌باشد.